# Elektronika dla Wszystkich
Elektronika dla Wszystkich (EdW) – polski miesięcznik o tematyce elektronicznej, kierowany głównie do hobbystów, wydawany od stycznia 1996 roku przez wydawnictwo AVT.

## Redakcja i współpracownicy

### Zespół redakcyjny
Źródło.
- Wiesław Marciniak – wydawca, redaktor naczelny[2]
- Paweł Sujko – redaktor merytoryczny
- Jakub Sobański – szef pracowni konstrukcyjnej
- Katarzyna Gugała – dział reklamy

## Zawartość pisma
- Projekty – kilka starannie omówionych projektów elektronicznych wraz ze schematami (np. sterowniki urządzeń, zegary, przyrządy elektroniczne, efekty świetlne czy dźwiękowe).
- Artykuły o tematyce elektronicznej.
- Szkoła konstruktorów (ostatni raz pod tą nazwą w numerze 1/2023[3]) – konkurs, w którym uczestnicy nadsyłają rozwiązania teoretyczne i praktyczne na podany temat.
- DIY[3]
- Tutoriale[3]
- Inne – np. oferta handlowa AVT, nowości, poczta.